# Oliver Reck
Oliver Reck, född den 27 februari 1965 i Frankfurt am Main, Tyskland, är en västtysk fotbollsspelare som tog OS-brons i fotbollsturneringen vid de olympiska sommarspelen 1988 i Seoul.

### Fotnoter
1. ↑  http://www.sports-reference.com/olympics/summer/1988/FTB/mens-football.html Arkiverad 24 december 2008 hämtat från the Wayback Machine. Herrarnas fotbollsturnering vid sommar-OS 1988 på Sports-reference.com